# Ascraeus Mons
Ascraeus Mons je štítová sopka na Marsu. Nalézá se na souřadnicích 11,2 ° severní šířky a 104,5 ° západní délky, což jí přisuzuje nejsevernější postavení ze skupiny sopek v oblasti Tharsis. Nad okolní krajinu se zvedá do výšky téměř 18 km a šířka její základny přesahuje 400 km. Stejně jako ostatní sopky v oblasti bude tvořena bazickými horninami a plagioklastickým materiálem. Analýza četnosti kráterů v utuhlé lávě kaldery dává odhad stáří nejmladších vyvřelin cca 100 milionů let – to znamená, že i tento vulkán byl v geologicky nedávné době aktivní.

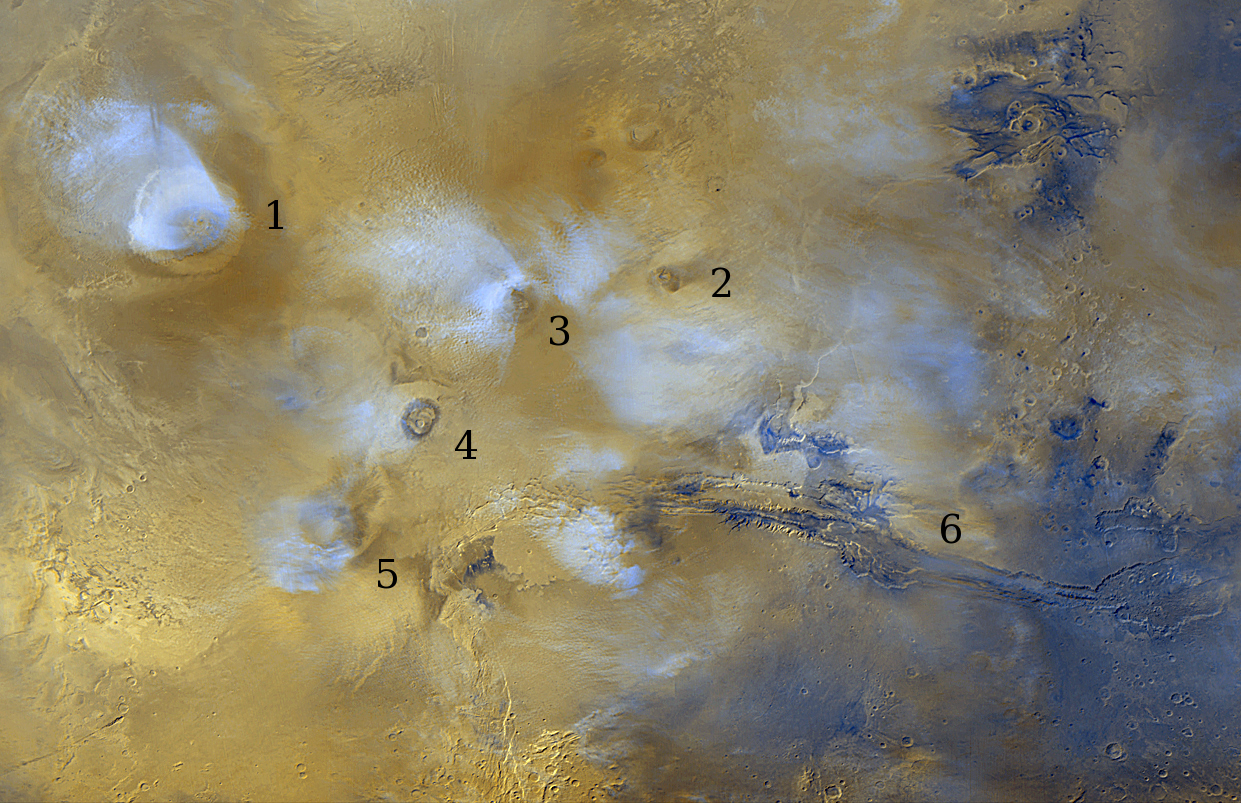
1. Olympus Mons,
2. Tharsis Tholus,
3. Ascraeus Mons,
4. Pavonis Mons,
5. Arsia Mons,
6. Valles Marineris